# DeKalb Avenue (linea BMT Canarsie)
DeKalb Avenue è una fermata della metropolitana di New York situata sulla linea BMT Canarsie. Nel 2019 è stata utilizzata da 3 290 894 passeggeri. È servita dalla linea L, attiva 24 ore su 24.

## Storia
La stazione fu aperta il 14 luglio 1928.

## Strutture e impianti
La stazione è sotterranea, ha due banchine laterali e due binari. È posta al di sotto di Wyckoff Avenue e possiede otto ingressi, quattro all'incrocio con DeKalb Avenue e quattro all'incrocio con Stanhope Street.

## Interscambi
La stazione è servita da alcune autolinee gestite da NYCT Bus.
- Fermata autobus